# Nina Bott
Nina Bott (Amburgo, 1º gennaio 1978) è un'attrice e conduttrice televisiva tedesca.
Attrice attiva principalmente in campo televisivo e teatrale, sul piccolo schermo, ha partecipato ad una trentina di differenti produzioni, tra cui figurano ruoli nelle soap opera Gute Zeiten, schlechte Zeiten, Alles was zählt e Verbotene Liebe.

## Biografia

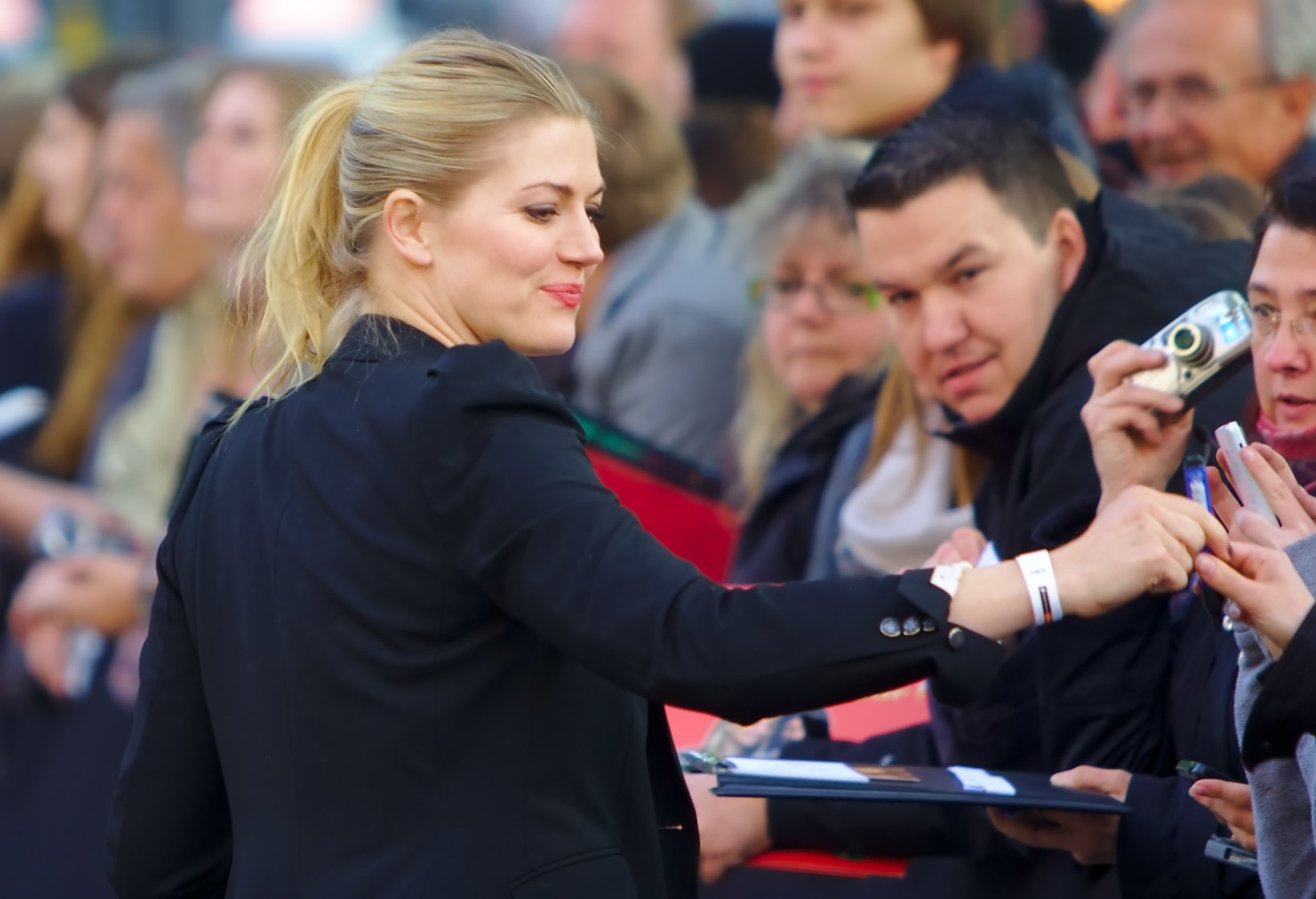
Nina Bott alla première del film Zulu nel 2014

Nina Bott nasce ad Amburgo il 1º gennaio 1978.
Nel 1997 entra a far parte del cast della soap opera di RTL Television Gute Zeiten, schlechte Zeiten, dove, fino al 2005, interpreta il ruolo di Cora Hinze.
Nel 2002, appare per la prima volta senza veli nella rivista Playboy. L'attrice poserà nuovamente per la rivista per soli uomini per altre due volte, nel 2012 e nel 2017.
Nel 2008, torna recitare in una soap opera, interpretando il ruolo di Céline von Altenburg in Alles was zählt, fiction che lascerà nel 2010. In seguito, dal 2011 al 2011, è nel cast della soap opera di Das Erste Verbotene Liebe, dove interpreta il ruolo di Julia Mendes.
Nel 2016 diventa la conduttrice del programma televisivo di VOX Prominent!.

## Filmografia parziale
- Das beste Stück - film TV, regia di Oliver Schmitz (2002)
- Gute Zeiten, schlechte Zeiten - soap opera, 65 episodi (1997-2005)
- Hinter Gittern - Der Frauenknast - serie TV, 8 episodi (2002-2003)
- Was Sie schon immer über Singles wissen wollten - film TV (2005)
- Unter den Linden - Das Haus Gravenhorst - serie TV, 13 episodi (2006)
- Rosamunde Pilcher - Flügel der Hoffnung - film TV, regia di Dieter Kehler (2007)
- La nostra amica Robbie (Hallo, Robbie!) - serie TV, episodio 7x03 (2008)
- Countdown - serie TV, episodio 1x07 (2010)
- Alles was zählt - soap opera, 59 episodi (2008-2010)
- Inga Lindström - Sommermond - film TV (2009)
- Dream Hotel - serie TV, episodio 1x09 (2009)
- Nostalgia di Sandy Bay - film TV (2011)
- Last Cop - L'ultimo sbirro - serie TV, episodio 2x09 (2011)
- La nave dei sogni - Viaggio di nozze - serie TV, episodio 01x66 (2011)
- Verbotene Liebe - soap opera, 112 episodi (2011-2012)
- Squadra Speciale Stoccarda - serie TV, episodio 14x40 (2012)
- In aller Freundschaft - serie TV, episodio 3x23 (2012)
- Squadra Speciale Colonia - serie TV, episodio 9x11 (2012)
- Morden im Norden - serie TV, episodio 2x02 (2013)
- Guardia costiera - serie TV, episodio 17x03 (2014)
- Inga Lindström - Sterne über Öland  - film TV (2014)
- Männer! Alles auf Anfang - serie TV, episodio 1x05 (2015)

## Programmi televisivi
- Prominent! - conduttrice (2016-…)